# Panzer-Büchsenrohr 8,8 cm
Das PD 8,8-cm-Panzer-Büchsenrohr war eine an Kampfflugzeugen montierte deutsche Panzerabwehrwaffe im Zweiten Weltkrieg.
Technisch basierte die Konstruktion auf der Raketenpanzerbüchse Panzerschreck der Infanterie, die wiederum auf der US-amerikanischen Bazooka aufbaute. Für den Einsatz als Außenlast am Flugzeug wurde die Infanteriewaffe umkonstruiert. Verschossen wurde ein Hohlladungsgeschoss.
Montiert wurden je vier Panzer-Büchsenrohre unter die zwei Flügelstationen einer Focke-Wulf Fw 190 F-8. Insgesamt wurden also acht Raketen mitgeführt. Im Einsatz erwies sich jedoch als Nachteil, dass das Flugzeug zum Angriff auf das Ziel die Geschwindigkeit auf 490 km/h drosseln musste, wodurch die Maschine gegnerischen Jagdflugzeugen ein leichteres Ziel bot. Eine Massenfertigung dieser Waffe fand nicht statt.